# Decksjunge

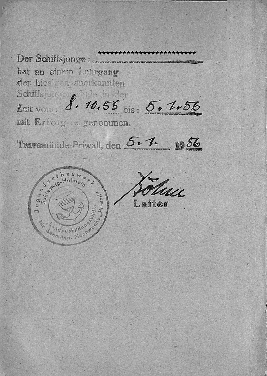
Eintrag über den dreimonatigen Besuch der Seemannsschule Travemünde-Priwall, 5. Januar 1956

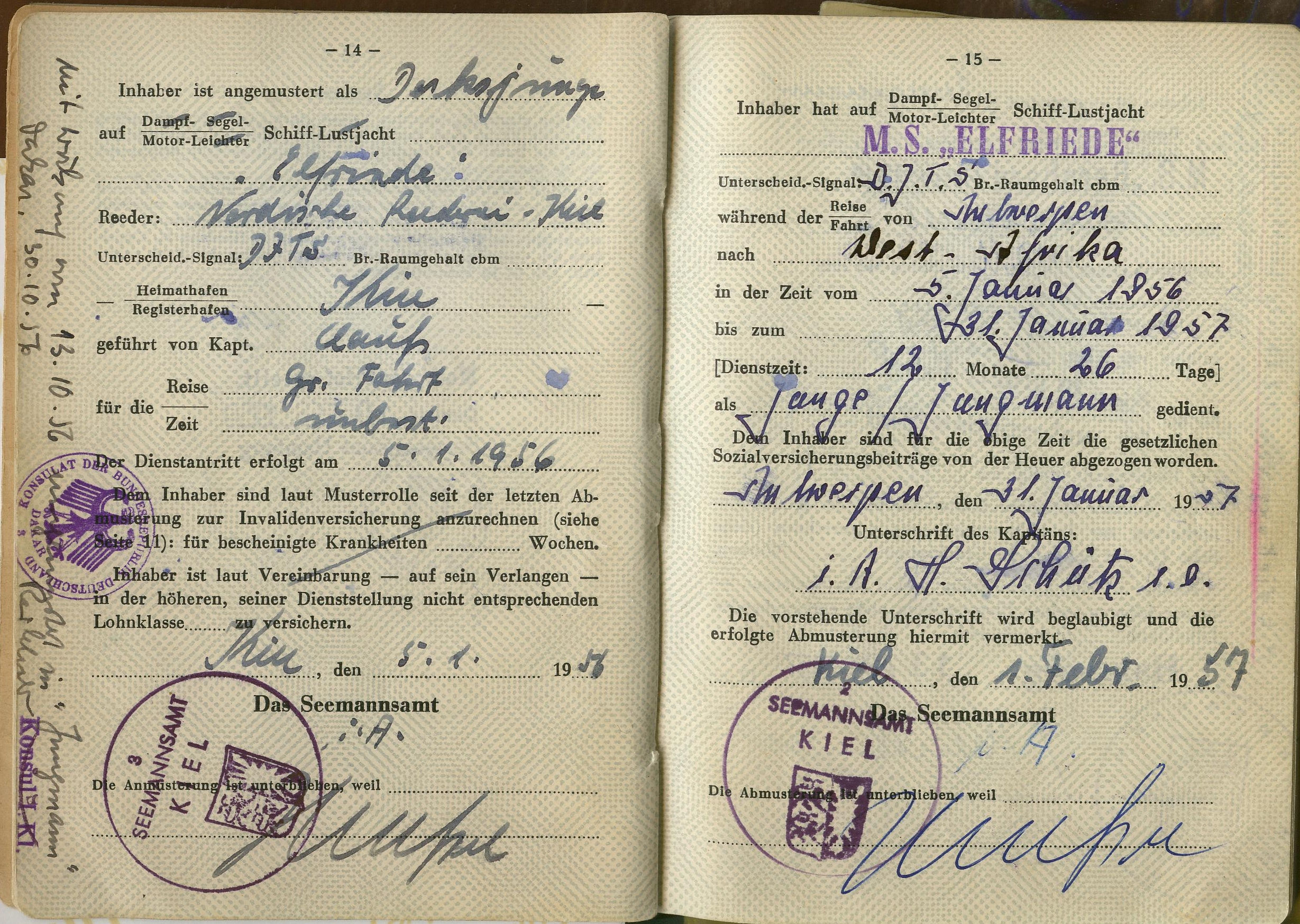
Eintrag im Seefahrtbuch mit Fahrzeit als Decksjunge und Jungmann incl. konsularischem Ummusterungsvermerk 1956

Decksjunge (offiziell: Schiffsjunge im Decksdienst, historisch umgangssprachlich Moses) war in Deutschland die Bezeichnung für einen Junggrad, also einen Lehrjungen, im ersten Lehrjahr der Ausbildung zum Matrosen. Im zweiten Lehrjahr wurde er als Jungmann und im dritten als Leichtmatrose bezeichnet.
Voraussetzung für die Tätigkeit auf einem Handelsschiff war der dreimonatige Besuch einer staatlich anerkannten Seemannsschule, ab 1971 zweimonatiger Blockunterricht, in dem grundlegende seemännische Kenntnisse und Fertigkeiten erworben wurden. Für die weitere Ausbildung war der Kapitän an Bord zuständig. Nach einer Zeit von neun Monaten erhielt der Decksjunge ein Zeugnis. Nach neun Monaten als Decksjunge auf einem Handelsschiff oder zwölf Monaten auf einem Schiff der Hochseefischerei konnte er als Jungmann anheuern.